# Christian Wetklo
Christian Wetklo (ur. 11 stycznia 1980 w Marl) – niemiecki piłkarz występujący na pozycji bramkarza. W 2017 roku zakończył karierę zawodniczą.

## Kariera klubowa
Wetklo jako junior grał w zespołach DJK Arminia Hassel, SC Buer-Hassel oraz FC Schalke 04. W 1999 roku trafił do Rot-Weiss Essen z Regionalligi Nord. W sezonie 1999/2000 nie rozegrał tam jednak żadnego spotkania. W 2000 roku odszedł do rezerw 1. FSV Mainz 05. W 2001 roku został włączony do jego pierwszej drużyny, grającej w 2. Bundeslidze. W 2004 roku awansował z zespołem do Bundesligi. 19 lutego 2005 roku w zremisowanym 0:0 pojedynku z Arminią Bielefeld zadebiutował w barwach Mainz. W 2007 roku spadł z nim do 2. Bundesligi, ale w 2009 roku wrócił do Bundesligi. W 2014 roku odszedł do SV Darmstadt 98, a następnie do FC Schalke 04.

## Kariera reprezentacyjna
Wetklo jest byłym reprezentantem Niemiec U-17 oraz U-18. Wraz z kadrą U-17 w 1997 roku wziął udział w Mistrzostwach Świata, które Niemcy zakończyli 4. miejscu.